# Asych-Höhle

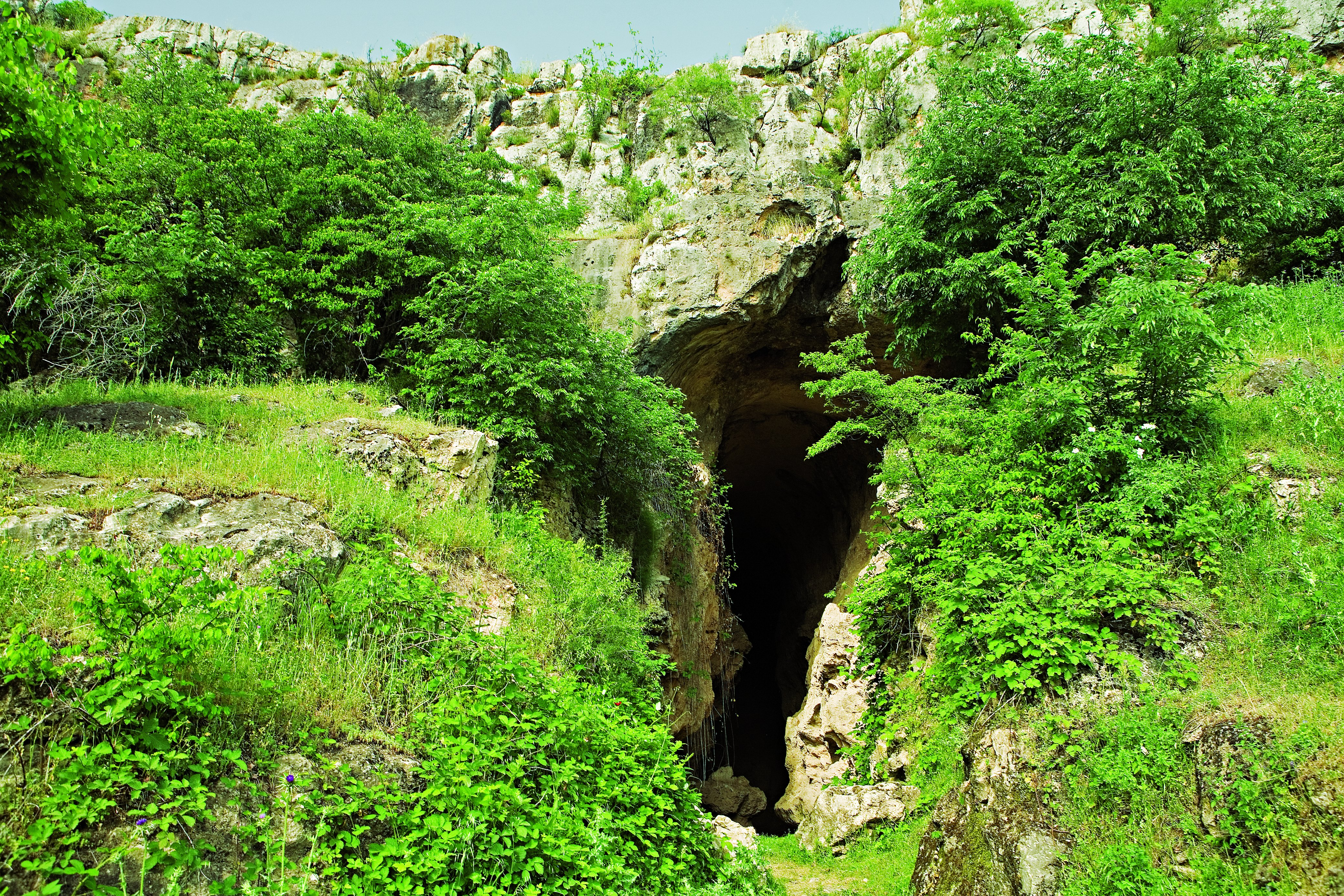
Eingang zur Höhle

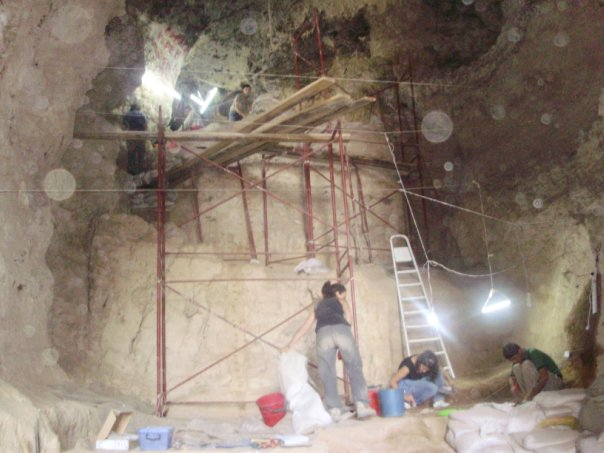
Grabungen in der Höhle 2009

Die Asych-Höhle (armenisch Ազոխի քարանձավ Asoch Karandsaw, aserbaidschanisch Azıx mağarası) ist ein Höhlensystem aus sechs Kammern, das als Lagerplatz von Steinzeitmenschen bekannt ist. Sie befindet sich 3 km nordöstlich des Dorfes Tugh in Bergkarabach. Seit einer umfangreichen Untersuchung durch Archäologen in den 1960er Jahren gilt die Höhle als eine der ältesten proto-menschlichen Behausungen in Eurasien. Ein 1968 gefundener Kieferknochen, der dem eines Neandertalers ähnelt, wird als über 300.000 Jahre alt eingeschätzt und ist daher eine der ältesten protomenschlichen Überbleibsel auf diesem Erdteil. Seine Entdeckung hat den Begriff Asych-Mensch geprägt.
Archäologen zufolge lassen sich die Funde in den unteren Höhlenschichten einer Vor-Acheuléen-Kultur zuordnen, mit einem Alter von 730.000–1.500.000 Jahre eine der weltweit ältesten, die viele Parallelen zur Oldowan-Kultur in Tansanias Olduvai-Schlucht ausweist. Außerdem wurden Spuren einer Kultur des Moustérien entdeckt.
Die Ausgrabungen in den 1960er Jahren waren für die genaue chronologische Einordnung der einzelnen Schichten nur unzureichend, so dass Mitte der 1990er Jahre wieder neue Ausgrabungsarbeiten aufgenommen wurden. 2002 entdeckte eine von Tanya King geleitete internationale Forschungsgruppe unzerstörte Sedimentablagerungen am Eingang und im tieferen Bereich der Höhle sowie tierische Überreste und Steinwerkzeuge. Obwohl nur wenige menschliche Überreste entdeckt wurden, deutet vieles darauf hin, dass die Gegend über einen Zeitraum von nahezu zwei Millionen Jahren von Hominini bevölkert war.